# Kahnsdorfer See
Der Kahnsdorfer See ist wie der östlich benachbarte Hainer See aus dem Braunkohletagebau „Witznitz II“ hervorgegangen. Er ist Teil der Bergbaufolgelandschaft Leipziger Neuseenland und liegt nördlich von Borna beziehungsweise südlich von Leipzig im Gemeindegebiet Neukieritzsch. Er sollte bis 2018 durch Einleitung von Wasser aus dem Tagebau Vereinigtes Schleenhain vollständig geflutet werden. Der See und die angrenzenden Uferbereiche gehören zum Eigentum der Blauwasser GmbH & Co. KG. Im Gegensatz zum Hainer See wird der Kahnsdorfer See mit seinem Uferbereich als Vorranggebiet für Natur und Landschaft sich weitgehend selbst überlassen.
Der namensgebende Ortsteil Kahnsdorf gehört zur sächsischen Gemeinde Neukieritzsch.
Die Lausitzer und Mitteldeutsche Bergbau-Verwaltungsgesellschaft plante, die eisenockerbelastete Pleiße in den Kahnsdorfer See einzuleiten. Durch Sedimentation sollte sich der Eisenhydroxidgehalt im Unterlauf des Flusses reduzieren und zugleich der pH-Wert des Sees steigen. Stattdessen soll nun auch eine direkte Einleitung der Wyhra, eventuell auch der Pleiße, in den Hainer See untersucht werden, um die Ausschwemmungen im Bereich der künstlichen Umleitungsstrecke zu vermeiden und zudem die Wiederversauerung des Hainer Sees zu verhindern.

## Einzelnachweise

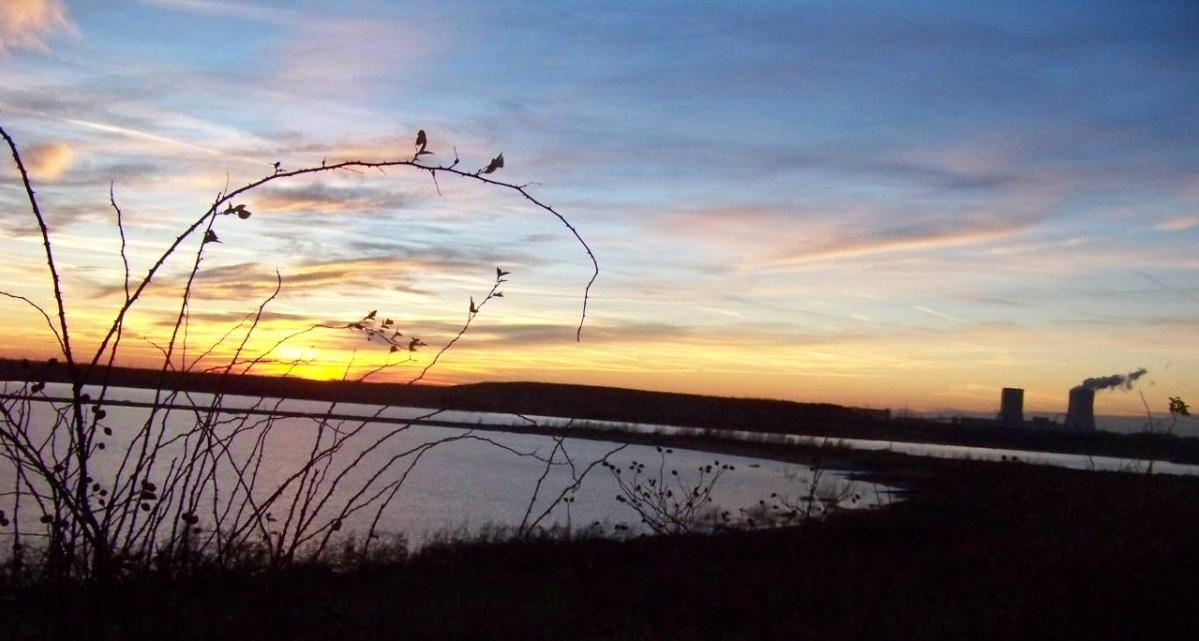
Blick über den Hainer und Kahnsdorfer See auf das Kraftwerk Lippendorf